# 2024年古巴停电
2024年10月18日到10月22日，古巴持续发生大范围持续性停电事故，肇因是安东尼奥·吉特拉斯发电厂发生故障。停电前，古巴政府向民众宣布了节能措施。此次停电是该国自1991年苏联解体以来经历的最严重的能源危机。

## 背景和过程
2024年早些时候在古巴就发生了多次停电。此次停电前一天，停电再次发生，导致古巴全国一半地区停电。
当地时间10月18日11时整左右，停电开始，停电肇因是该国最大的马坦萨斯安东尼奥吉特拉斯发电厂下线，以及20日飓风奥斯卡的登陆后的影响。导致高峰时段损失1.64千兆瓦，相当于古巴全国消费者需求的一半。虽然电力在短时间内部分恢复，但10月20日全国再次停电。 到10月21日，古巴官方媒体声称哈瓦那50%的客户已恢复供电，到10月22日，全国70.89%的人口已恢复供电。
當地時間12月4日，古巴的吉特拉斯火力發電廠因零件老舊而再度發生故障，並導致全國大停電。古巴官媒引述廠內助理技術長的說法指出，吉特拉斯發電廠有望在當地12月5日晚上8點恢復供電。

## 影响
从10月17日起，所有非必要的公共服务暂停，学校也停课至10月23日。也导致对飓风奥斯卡的信息传播不及时，该飓风于10月20日在巴拉科阿附近登陆。
古巴共产党第一书记米格尔·迪亚斯-卡内尔将停电归咎于美国的“金融和能源迫害”导致的燃料和其他资源进口困难。然而，地方当局将停电归咎于中小企业和家用空调需求增加，以及发电厂维护不善。
迪亚斯-卡内尔还表示，任何对政府回应的抗议都不会被容忍，所有抗议者都将“根据我们的革命法受到严格处理”。抗议活动开始后不久，迪亚斯-卡内尔和总理马努埃尔·马雷罗·克鲁斯身着军装出现在电视讲话中，声称“来自国外的反革命分子”正在古巴煽动抗议活动。迪亚斯-卡内尔还表示，“我们已经从国防委员会组织起来”，“我们不会接受，也不会允许任何人煽动破坏行为，更不会扰乱我们人民的和平，这是我们的信念，也是我们革命的原则” 。
能源部长维森特·德拉奥·莱维声称停电将于10月21日或22日结束；然而，飓风奥斯卡于10月20日登陆古巴，严重扰乱了恢复电网的努力。
为减轻电网压力，古巴政府取消了原定于10月21日至23日举行的古巴文化日庆祝活动。古巴共产党第一书记迪亚斯-卡内尔还取消了出席俄罗斯第十六届金砖国家峰会的计划，以应对停电事件。

### 抗议
由于停电，哈瓦那的水泵无法运转，食物也无法冷藏，许多居民陷入“绝望”的状态。停电开始数小时后，抗议活动爆发。哈瓦那一个社区的抗议者在街道上搭建了临时路障。为了镇压抗议活动，政府切断了互联网，并部署了警察，试图以武力驱散抗议者。
在圣地亚哥也出现了抗议，当局部署了大批警力阻止抗议者。马尼加拉瓜也爆发了抗议活动，抗议者包围了当地政府总部，高呼“打倒施虐者！” 。